# 까이랑군
까이랑군(베트남어: Quận Cái Răng / 郡丐𪘵)은 베트남 메콩강 삼각주 껀터의 군이다.
까이랑군은 2004년 1월 2일 날짜로 베트남 정부가 제정한 법령 5/2004/ND-CP에 따라 설립되었다. 국도 1A이 개통된 직후부터 통과하면서 도시의 남쪽 출구에 위치한 지역으로서, 까이랑군은 껀터시의 주요 경제 발전의 장으로 여겨져 왔다.
프랑스 식민지 시대로부터 1975년까지, 까이랑은 껀터에 쩌우타인 지역 수도가 있었던 장소의 이름이었다. 그리고 베트남 공화국 동안 퐁딘성이었다. 당시 까이랑은 행정상으로는 여전히 트엉타인사에 있었다. 1975년 이후로, 까이랑 마을은 공식적으로 설립되었고 쩌우타인 지역의 공동 관리 단위가 되었다. 2004년 이전에, 까이랑은 원래 이전 껀터의 쩌우타인현의 시진이었다. 2004년부터 쩌우타인현은 하우장성에 속하였고, 동시에 군의 수도가 응아사우 시진으로 이전되었다.
따라서, 까이랑은 공식적으로 2004년 이후 중앙 정부 직속의 껀터시의 군이 되었다. 또한 옛 까이랑 마을도 레빈방으로 개조되었다. 현재 까이랑군의 행정 중심지는 레빈방에 있다. 까이랑군은 껀터에서 가장 인구가 적은 군이다.

## 행정 구역
까이랑군은 7방을 관할하고 있다.

### 방
- 레빈 방 (Phường Lê Bình / 黎平坊)
- 트엉타인 방 (Phường Thường Thạnh / 長盛坊)
- 푸트 방 (Phường Phú Thứ / 富恕坊)
- 떤푸 방 (Phường Tân Phú / 新富坊)
- 바랑 방 (Phường Ba Láng / 巴鄰坊)
- 흥푸 방 (Phường Hưng Phú / 興富坊)
- 흥타인 방 (Phường Hưng Thạnh / 興盛坊)

## 갤러리

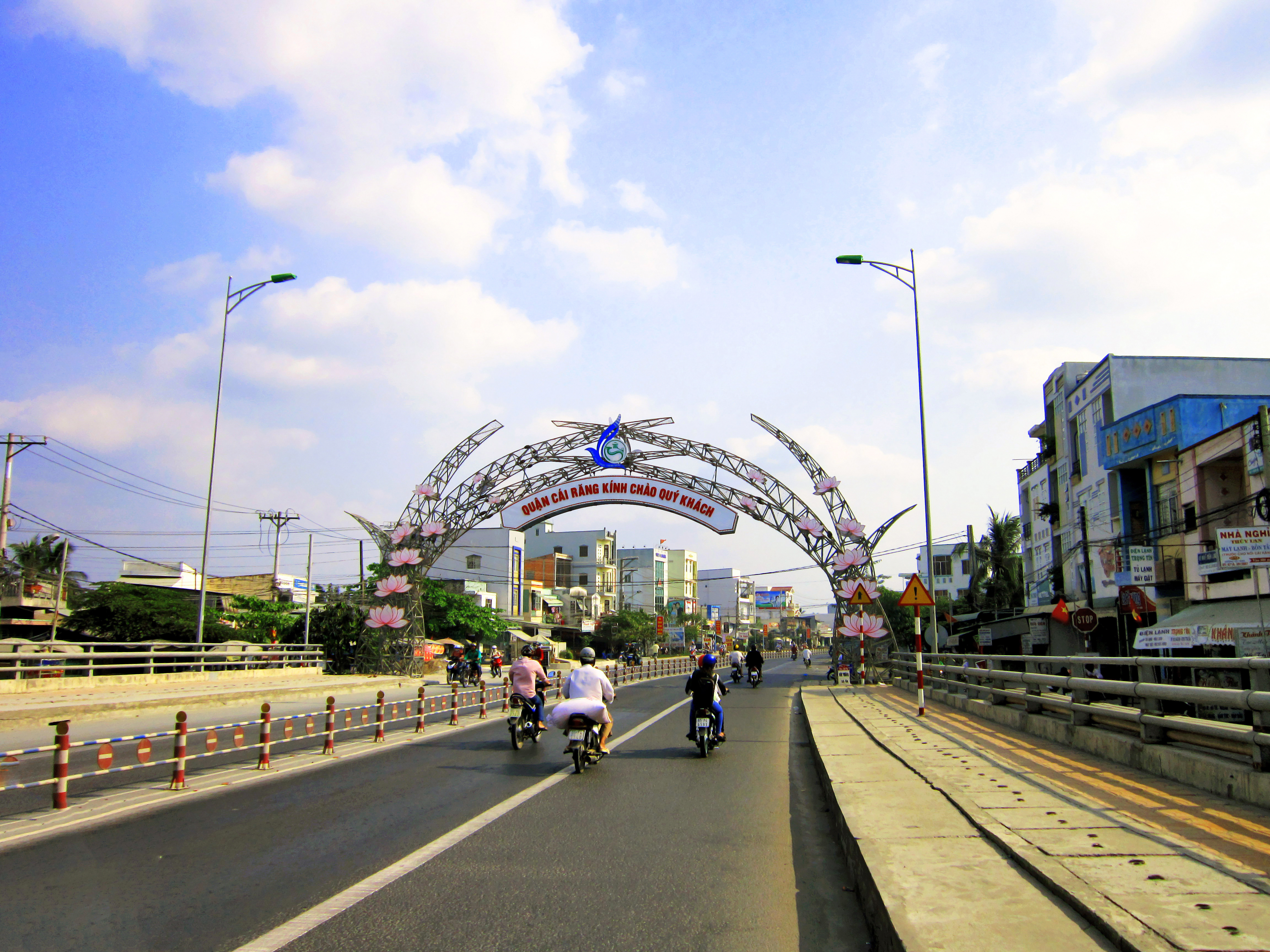
까이랑군 환영 진입로
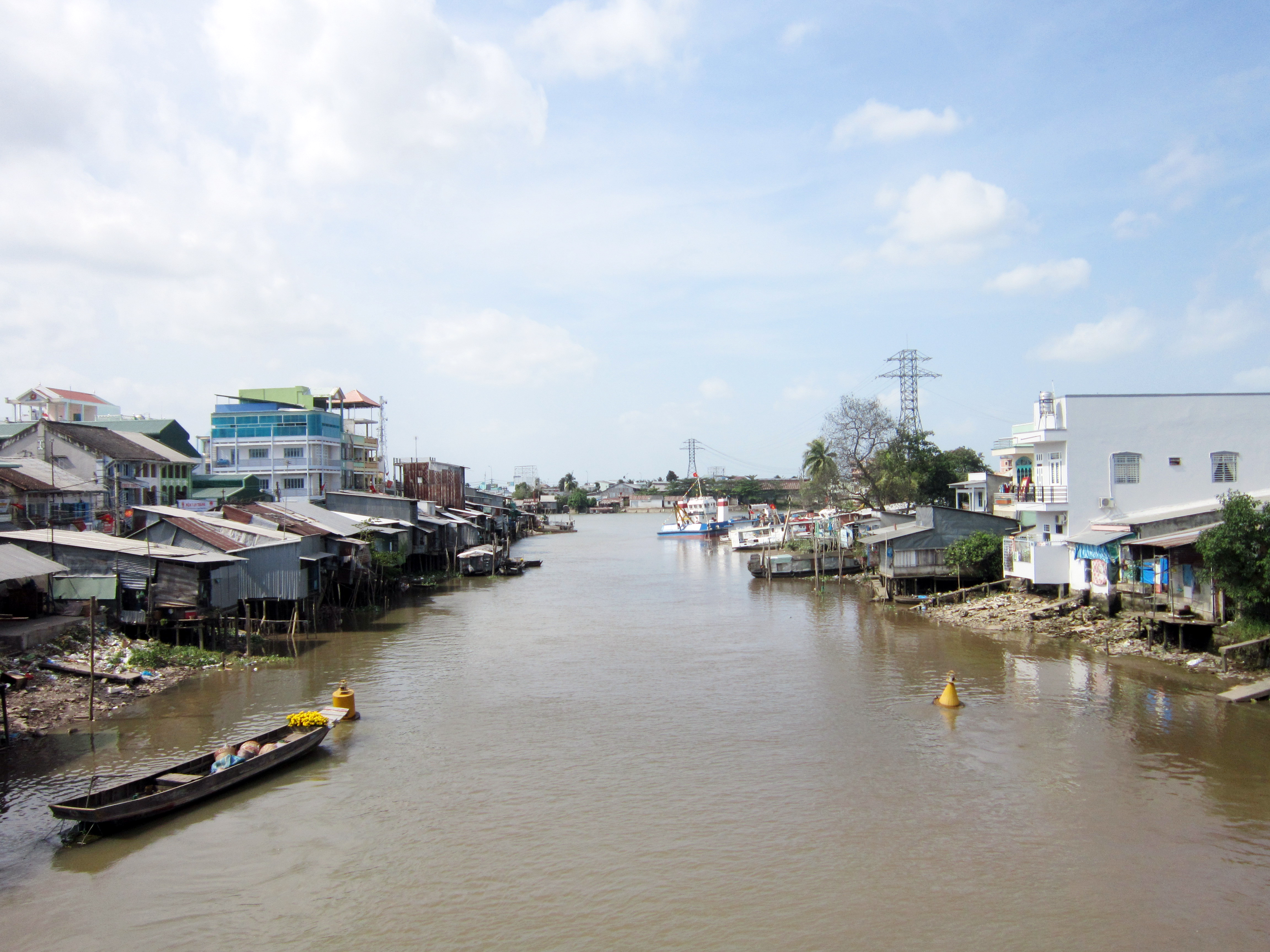
까이랑 수로, 까이랑 시장(또는 레빈 시장) 지점
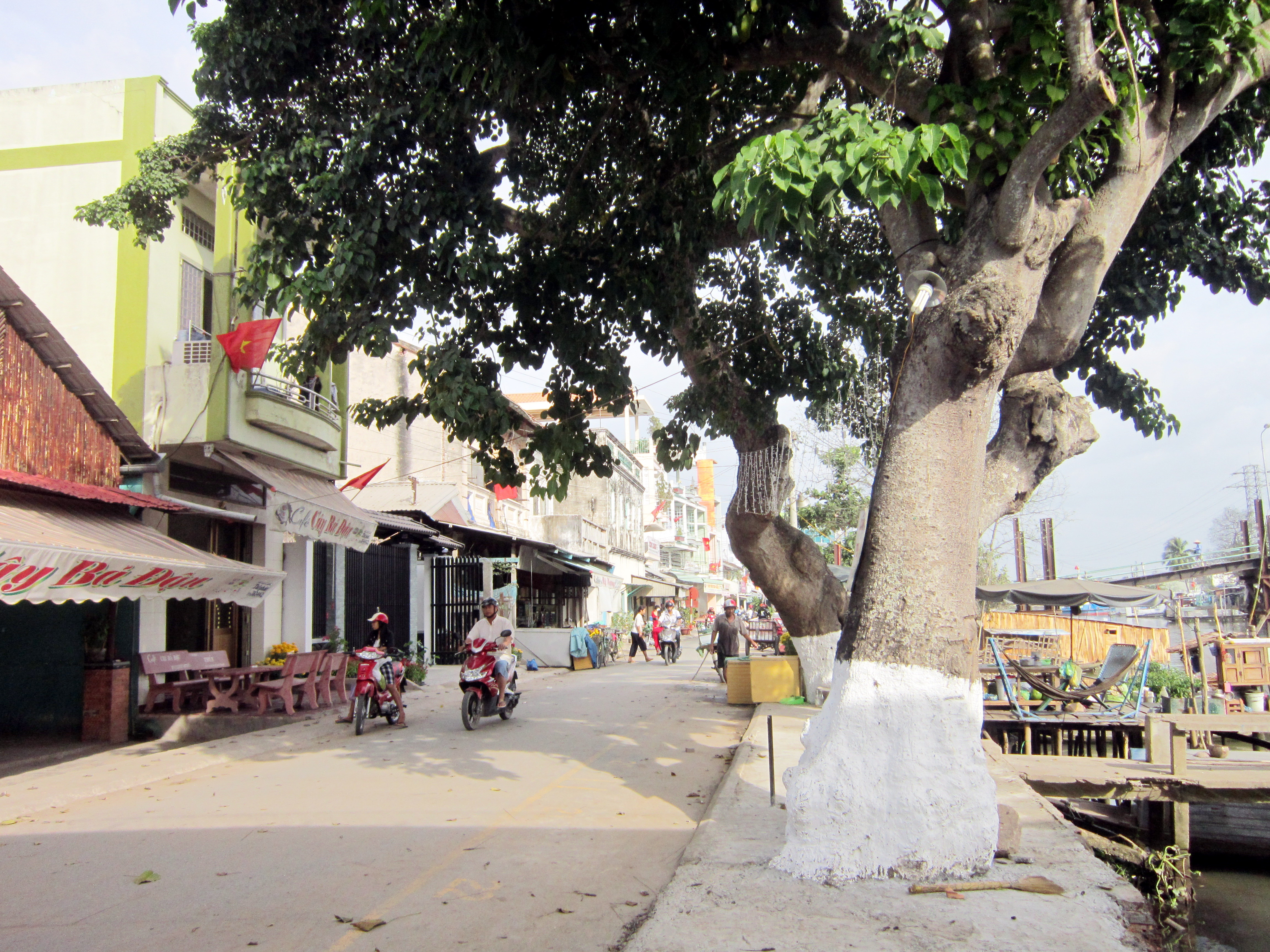
까이랑 시장의 도로
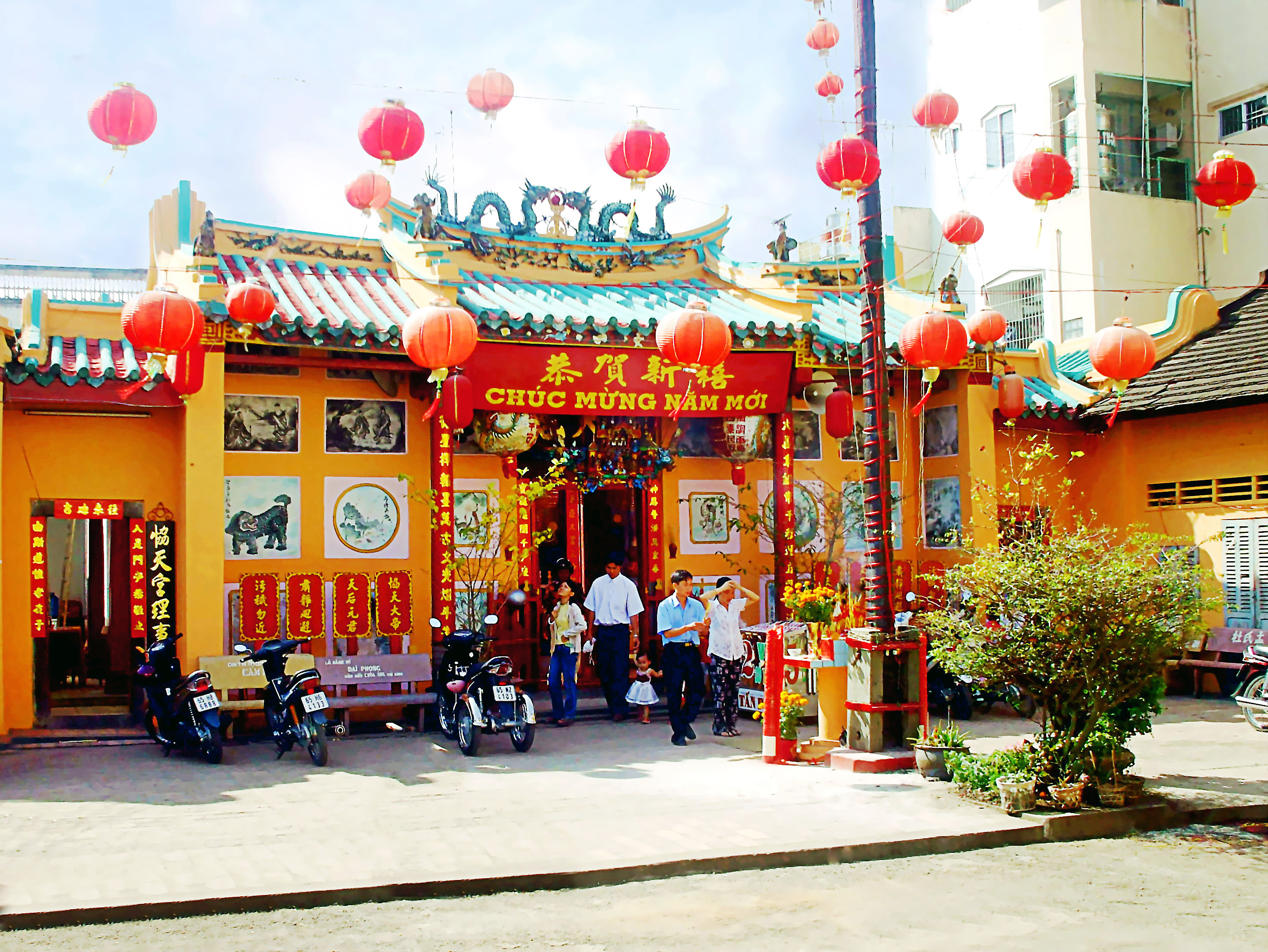
까이랑 시장의 히엡띠엔꿍
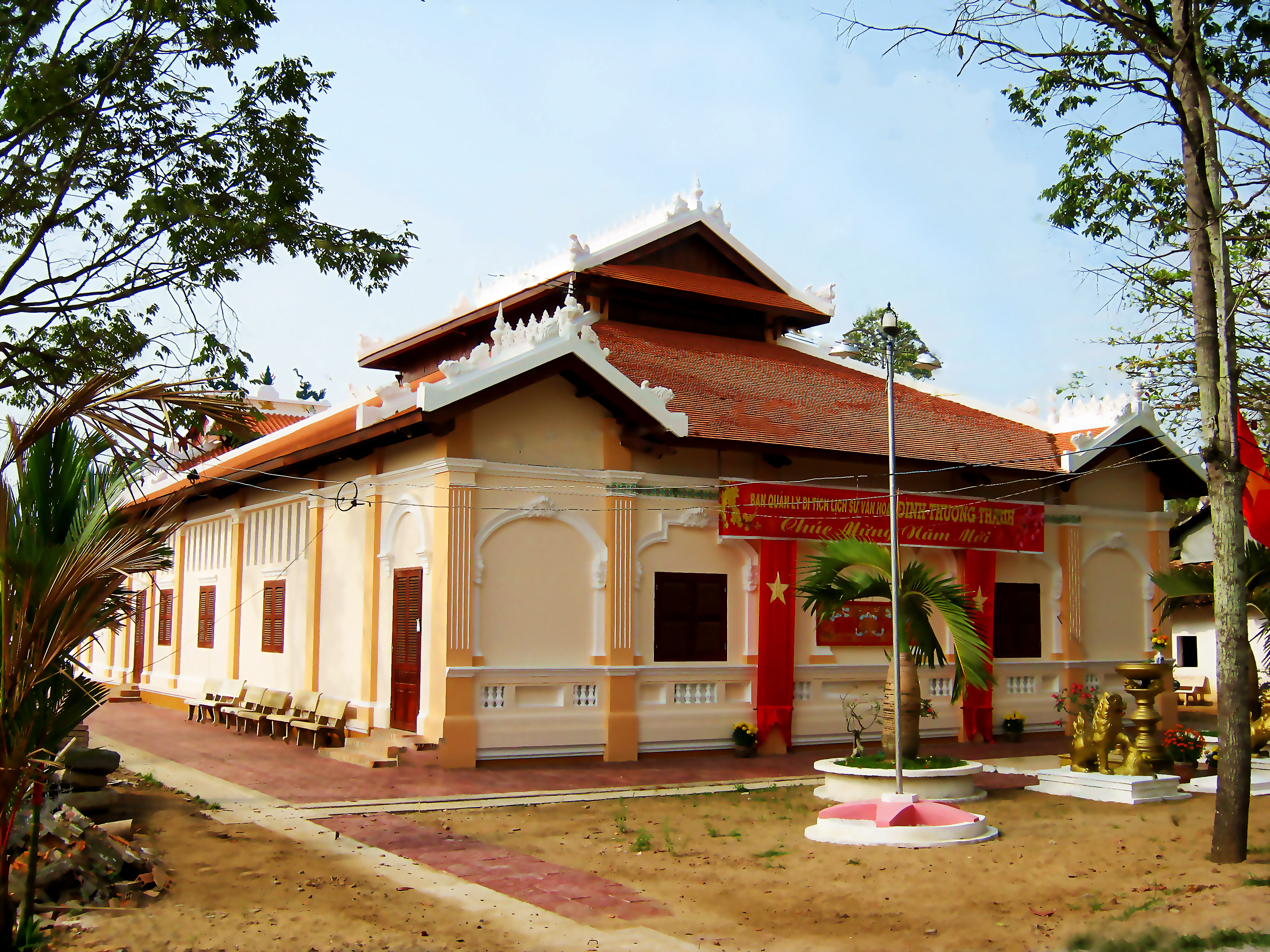
트엉타인 마을의 공동 주택